# 베티 데이비스
루스 엘리자베스 "베티" 데이비스(영어: Ruth Elizabeth "Bette" Davis, 1908년 4월 5일~1989년 10월 6일)는 미국의 배우이다. 매사추세츠주에서 출생하여 연극학교를 거쳐 무대에 섰다. 1929년에 《깨진 접시》로 처음 브로드웨이 무대에 올랐다. 다음 해에는 그의 첫 소속사인 유니버설 스튜디오에서 '섹스어필이 슬림 서머빌 정도밖에 안 된다'는 이유로 떨려났고, 1931년부터 영화와 무대에서 주연 배우가 되었으며 30년대 내내 워너브라더스에서 건방지고 예쁘고 유행에 민감한 도시 아가씨 역할로 활동을 이어갔다.
점차 특징 있는 눈과 날씬한 몸으로 다감하고 지성적인 연기를 하여 인정을 받았다. 1936년 그는 7년간의 워너 생활을 청산하는 과정에서 소송에 휘말리게 되었다. 당시에는 모든 스튜디오가 독점적인 7년 계약으로 배우들을 묶어 둠으로써 졸속 제작, 낮은 보수문제를 항상 안고 있었다. 결과적으로 그는 재판에서는 졌지만 많은 대중에게 자신의 강한(영화에서 처럼) 이미지를 각인시키는 계기가 되었다. 1930년대와 40년대 사이에 그는 여성 관객들로부터 엄청난 대중적 인기를 구가하였다. 그는 스타로서의 황홀한 매력과 남성들이 지배하는 이 세상에서 살아남기 위해서 홀로 맞서는 평범한 여성상을 동시에 표출해 냈다.
《청춘의 항의 (dangerous)》(1935), 《제저벨》(1938)로 아카데미상, 《소문난 여자 (marked woman)》(1937)로 베네치아 영화제, 《이브의 모든 것》(1950)으로 칸 영화제에서 각기 주연상을 받았다. 그는 영화 장르의 공연 면에서 좋은 평가를 받았으며 특히 로맨스 영화의 역할에서 가장 큰 성공을 거두었다.
워너 브라더스의 간판 스타였고 아카데미상 최다 연속 후보 지명 기록 공동보유자이며 무려 11번이나 아카데미 여우주연상에 지명되었던 연기파 배우였다. 영화나 현실에서도 담배를 좋아하는 골초이기도 했다. 흡연으로 인한 피해로 1983년 유방암 수술을 받은 뒤에도 영화, TV시리즈에 출연하는 열정을 보였다. 하지만 결국 유방암으로 인한 합병증 때문에 1989년 마지막 영화 ‘사악한 계모’를 찍고 1989년 10월 6일에 숨을 거졌다.
1999년에 미국 영화 연구소(AFI)는 베티를 "현시대의 가장 위대한 여성 스타" 25위 중에서 2위로 선정하였다. 미국 영화 ·연극의 총본산적 존재이다. 그는 특히 1981년 킴 칸스(Kim Carnes)가 불러 그래미상까지 받은 노래 "Bette Davis Eyes"의 주인공으로도 유명하다.

## 일화

### 조앤 크로퍼드와의 관계
베티 데이비스는 조앤 크로퍼드와의 라이벌로 잘 알려져 있다. 조앤 크로퍼드가 1920년대와 1930년대 초반의 스타였을 때, 베티는 힘들게 배역을 따내며 연기해가던 배우였다. 메트로 골드윈 메이어(MGM)의 영화에 출연하며 왈가닥 춤추는 소녀 캐릭터로 인기를 얻어 뜬 조앤 크로퍼드와 달리, 베티 자신은 연기학교에서 열심히 공부한 진지한 연기자라 생각하며 조앤을 자신과는 다른 부류라고 여겼다. 1930년대 중후반에는 베티의 인기는 나날이 높아진 것과 달리 조앤 크로퍼드의 인기는 서서히 떨어져 명성이 베티보다 낮아졌다.
조앤 크로퍼드가 인기를 위해서 언론과 가까이한 것과 달리, 베티는 언론과 가까이하길 좋아하지 않았다. 베티와 달리, 조앤 크로퍼드는 베티 데이비스의 뛰어난 연기를 흠모했다. 조앤이 자기보다 어린 배우들에게 밀려 메트로 골드윈 메이어에서 어쩔수 없이 나가게 되고 워너 브라더스로 이적했을 때, 조앤이 베티에게 편지 동봉과 함께 깜짝 선물로 꽃을 보낸 일화가 있다. 하지만 베티는 이를 돌려보냈고, 이후 조앤은 베티에게 스카프, 향수와 함께 꽃을 다시 선물했다. 하지만 베티는 이 또한 다 돌려 보냈다. 베티는 조앤과 배역 경쟁을 하는 것, 자신의 촬영장 옆에 조앤의 촬영장이 있는 것, 조앤이 자신이 주로 연기하는 우아하고 지성적인 배역을 맡는 것 조차 좋아하지 않았다.
조앤은 자신의 능력을 베티에게 인정받기 위해서 함께 호흡을 맞추고 싶어했지만 베티는 조앤과 곁을 주지 않았다. 시간이 흘러 베티와 조앤 둘 모두 인기가 시들면서 영화 외 작품에 모습을 더 많이 비추었다. 그러던 1962년, 베티가 브로드웨이 연극 《이구아나의 밤》(The Night of the Iguana)을에서 하고 있을 때 조앤이 베티를 찾아왔다. 조앤은 《제인의 말로》 원작의 복사본을 베티에게 보여주며 자신이 영화화 작품에 출연한다는 소식과 함께 동반 출연을 제안했다. 그리고 베티는 이 제안을 받아들여 조앤과 함께 영화 《제인의 말로》에 출연하게 되었다.
영화 속에서와 마찬가지로 두 사람은 실제 라이벌 관계로 평생 원수같이 지내왔다고 알려졌다. 베티가 조앤의 몸에 불이 나도 난 오줌을 누지 않겠다는 발언을 하기도 했고, 조앤이 MGM의 래시(개)를 제외한 모든 남자와 잠자리를 했다는 비방도 서슴지 않을 정도였다고 한다. 베티는 영화 촬영장에 코카콜라 자판기를 가져다놓곤 하였는데, 조앤이 펩시콜라 사장의 부인이였기 때문이였다고도 한다. 조앤 역시 만만치 않았는데, 영화 《제인의 말로》 촬영 장면 중 베티가 가정부를 죽이고 자루를 담아 옮기는 장면이 있었는데, 조앤이 일부러 자루 안에 무거운 것을 집어넣어 베티의 허리를 다치게 했다는 소문이 있었다. 또 '나는 베티를 미워하지 않는다. 단지 분개할 뿐이다. 튀어나온 눈알, 담배, 우스꽝스러운 짤막한 대사들을 빼면 그녀에게 뭐가 남는가? 그 여자는 가짜다. 하지만 대중은 바로 그 점을 좋아하는 것 같다.' 와 같은 소문들도 있었다. 당대의 두 사람의 라이벌 관계는 영화 홍보에도 다분히 이용되었다.
두 사람은 프로답게 서로에게 예의를 지켜가며 촬영에 임했지만, 조앤 크로퍼드는 과거 아름답게 나왔던 자신이 현재는 힘 없고 늙은 퇴물로 나오는게 싫어 리허설 때 크게 울음을 터트렸고 될 수 있으면 늙게 보이지 않으려고 다분히 노력했다고 한다. 이를 베티 데이비스는 못마땅하게 여겼다. 또, 조앤은 촬영장에 리무진을 대기시키고 코디, 어시스턴트 등을 대동하는 등 스타처럼 보이는 걸 좋아했지만, 베티는 조앤의 이런 허영된 스타 의식을 좋아하지 않았다.
저예산으로 시작되었던 영화는 큰 성공을 거두었다. 베티 데이비스의 열연으로 베티는 그 해 아카데미 여우주연상 후보에 올랐지만, 조앤 크로퍼드는 후보에 오르지 못했다. 베티는 자신이 세 개의 오스카상을 수상한 최초의 배우가 될 것이라며 자랑스럽게 떠벌리고 다녔다. 반면 조앤은 《밀드레드 피어스》로 오스카상을 한 번 밖에 수상하지 못 했다. 베티는 오스카 시상식에서 단연 주목 대상이었기에 그 날 시상식에선 조앤에게 친절했다. 수상이 유력한 자신을 위한 밤이라고 생각했기 때문이였다.
조앤 또한 그 날은 공손한 태도를 일관했다. 시상식 내내 자신의 이름을 불리길 고대하던 데이비스는 충격에 빠졌다. 자신이 아닌 앤 밴크로프트가 《미라클 워커》로 여우주연상을 수상했기 때문이다. 베티가 멍하니 서 있을 때 누군가 팔을 잡으며 "실례하겠습니다."라고 말했다. 조앤 크로퍼드였다. 그는 얼이 빠져 있는 베티를 지나쳐갔다(오스카 수상자는 그날 시상식에 불참했다.) 영광의 밤이 될 거란 기대가 무너짐과 함께 베티 데이비스는 조앤에게서 잊기 힘든 오욕을 받았다.
몇 년 뒤 두 사람은 《제인의 말로》를 감독했던 로버트 앨드리치와 《허쉬...허쉬, 스윗 샬롯》을 같이 찍게 된다. 조앤은 베티와 함께 호홉을 맞추는 걸 나쁘게 여기지 않았다. 하지만 얼마 뒤 조앤은 폐렴으로 인해 영화에서 하차하게 되었다. 하지만 그 날의 오욕을 못 잊은 베티 데이비스는 조앤이 촬영장 내 코카콜라 자판기를 펩시 자판기로 교체하는 걸 혐오했고, 함께 영화 홍보용 사진 찍는 모습을 보이기 싫어했다.
《제인의 말로》에서 좀 추하게 나온 걸 아쉬워한 조앤은 이번 기회에 자신이 베티보다 더 아름답게 나오길 바랐다. 이를 불편해 한 베티 데이비스는 감독 로버트 알드리치에게 조앤 출연 분량을 점차 줄이라고 압박핶다는 얘기도 있었다. 결국 《허쉬...허쉬, 스윗 샬롯》에서 조앤이 맡았던 역은 올리비아 드 하빌랜드에게 돌아갔다. 조앤은 이 소식을 폐렴으로 입원해있던 중 라디오를 통해 듣게 되었다. 그로서 같은 영화에 출연하게 된 베티 데이비스는 올리비아 드 하빌랜드와 급격히 친해져 서로 좋은 친구가 되었다.

### 자녀와의 불화
조앤 크로퍼드의 양녀 크리스티나가 〈친애하는 어머니 Mommie Dearest〉를 1978년 출판하자 베티 데이비스의 친딸 B.D. 하이먼은 <My Mother's Keeper>를 1985년에 출간했다. <Mommie Dearest>는 논란과 함께 베스트셀러가 되었지만, <My Mother's keeper>는 베스트셀러가 되지 못했다. B.D.하이먼은 단지 어머니에 대한 사적인 안 좋은 감정과 애증을 풀고 싶어서 책을 썼다고 밝혔으나, 베티 데이비스는 이 책을 쓴 딸에게 화가 나 딸과 그 자식들을 멀리했고 딸에게 유산도 남기지 않았다.

### 게이 아이콘
베티 데이비스와 더불어 조앤 크로퍼드는 게이 아이콘(gay icon)이다. 아름다운 모습과 더불어 여성으로서 남성에 맞서 귀속되지 않은 의지 깊은 여성상은 페미니스트 뿐만 아니라 게이들에게도 환호를 받았다. 베티와 조앤이 함께 출연했던 《제인의 말로》는 특히 남자 게이들의 코미디적 패러디 대상이 되고 있고 조앤 크로포드를 나쁜 엄마로 묘사한 《친애하는 어머니》(Mommie dearest)도 특히 남자 게이들의 코미디적 패러디 대상이 되고 있다.

## 출연 작품
- 사악한 입맞춤 (1989)
- 거울 살인사건 (Murder with Mirrors, 1985)
- 숲 속의 눈동자 (The Watchers In The Woods, 1980)… 에일우드 역
- 나일 살인사건 (Death on the Nile, 1978)… 마리 반 슐러 역
- 스크림, 프리티 페기 (1973, Scream, Pretty Peggy)
- 허쉬...허쉬, 스윗 샬롯 (Hush...Hush, Sweet Charlotte, 1964)… 샬롯 역
- 제인의 말로 (What Ever Happened to Baby Jane?, 1962)… 베이비 제인 허드슨 역
- 포켓에 가득찬 행복 (Pocketful of Miracles, 1961)… 애니 역
- 케이터드 어페어 (The Catered Affair, 1956)
- 낯선 사람으로부터의 전화 (Phone Call from a Stranger, 1952)
- 이브의 모든 것 (All about Eve, 1950)… 마고 체닝 역
- 우리의 삶에서 (In This Our Life, 1942)… 스탠 팀벌레이크 킹스메일 역
- 나우 보이저 (Now, Voyager, 1942)
- 작은 여우들 (The Little Foxes, 1941)
- 편지 (The Letter, 1940)… 레슬리 크로스비 역
- 어두운 승리 (Dark Victory, 1939)… 주디스 역
- 제저벨 (Jezebel, 1938)… 줄리 마즈든 역
- 페트리파이드 포레스트 (The Petrified Forest, 1936)… 개비 역
- 데인저러스 (Dangerous, 1935) … 조이스 히스 역
- 인간의 굴레에서 (Of Human Bondage, 1934)… 밀드레드 역

### 참고 문헌
- Bette and Joan: The Divine Feud Considine, Shaun 저 |Backinprint.com|2000.10.01 ISBN 0-595-12027-X
- Dark Victory: The Life of Bette Davis (Hardcover ) (The Life of Bette Davis) Sikov, Ed 저 |Lightning Source Inc|2007.07.15ISBN 0-8050-7548-8

- Bette Davis (Paperback) (The Performances That Made Her Great) McNally, PETER 저 |McFarland & Co Inc Pub|2007.11.08

ISBN 0-7864-3499-6
- Bette Davis: A Biography (Cooper Square P) Leaming, Barbara 저 | CooperSquarePublishers | 2003.09.01 ISBN 0-8154-1286-X
- Bette Davis: Larger Than Life (Larger Than Life) Richard Schickel, George Perry 저 | RunningPressBookPublishers |

|2009.10.31 ISBN 978-0-7624-3688-0
- Bette Davis Moser, Laura 저 |Intl Pub Marketing |2004.10.01|ISBN 1-904341-48-9